# 小杉夕子
小杉 夕子（こすぎ ゆうこ、1980年7月31日 - ）は、日本の元女子プロレスラー。吉本女子プロレスJd'に所属していた。北海道出身。

## 経歴・戦歴
1996年7月30日、東京・後楽園ホール大会で15歳の時に阿部幸江戦でデビュー。この対戦時に肋骨を骨折していたという。
2000年8月3日、後楽園ホールの対ザ・ブラディー戦を最後に引退。4年間の現役生活にピリオドを打った。
現役時代は工藤めぐみに憧れており、レディースゴングの企画で2人との対談が実現している。
1999年9月5日に、東京・後楽園ホール大会でシャーク土屋を相手に有刺鉄線デスマッチで対戦したこともあった。
2013年3月4日、戸野広浩司記念劇場で行なわれたjd&JDトークショーに参加し、久々に公の場に登場する。場内の観客からは「現役時の頃と変わっていない」という声があがっていた。
最近では、阿部幸江のオフィシャルブログ内において小杉が時折登場している。

## 得意技
- バンジーフット・スティック
- アームホイップ

## タイトル歴
- AWF世界女子王座
- TWFタッグ王座
- 全日本タッグ王座

## 入場テーマ曲
- 「Wannabe」（スパイス・ガールズ）
- 「Scudetto」